# Regresja nieliniowa
Regresja nieliniowa (ang. nonlinear regression) – jedna z metod analizy regresji, w ramach której związek pomiędzy co najmniej dwiema zmiennymi jest modelowany poprzez dopasowanie do niego funkcji, która nie jest funkcją liniową (może to być przykładowo funkcja wykładnicza, funkcja logarytmiczna, funkcja trygonometryczna itd.). Regresja nieliniowa jest stosowana wtedy, gdy funkcja liniowa nie jest funkcją najlepiej dopasowaną do rozkładu dwóch lub większej liczby zmiennych. 
Zmienne zależne i niezależne muszą być zmiennymi liczbowymi (a więc zmiennymi, których pomiar został dokonany na skali przedziałowej lub ilorazowej). Zmienne jakościowe (ze skali nominalnej) z kolei muszą zostać zakodowane (w ramach tzw. dummy coding) jako zmienne liczbowe i dychotomiczne (a więc przyjmujące tylko dwie wartości).

## Iteracyjne algorytmy estymacji
Dopasowanie funkcji do zbioru danych odbywa się poprzez zastosowanie iteracyjne algorytmy estymacji. Można wyróżnić kilka służących do tego algorytmów. W farmakologii i naukach biochemicznych najczęściej używaną metodą jest metoda Marquardta (nazywana też algorytmem Levenberga-Marquardta. Metoda ta stanowi połączenie (hybrydę) dwóch starszych algorytmów: metody najszybszego spadku oraz metody Gaussa-Newtona (będącej rozszerzeniem metody Newtona na sytuacje w których poszukuje się minimum dla funkcji nieliniowej).

Inną metodą, alternatywną wobec metody Marquardta, jest metoda Neldera-Meada.